# Notothenia

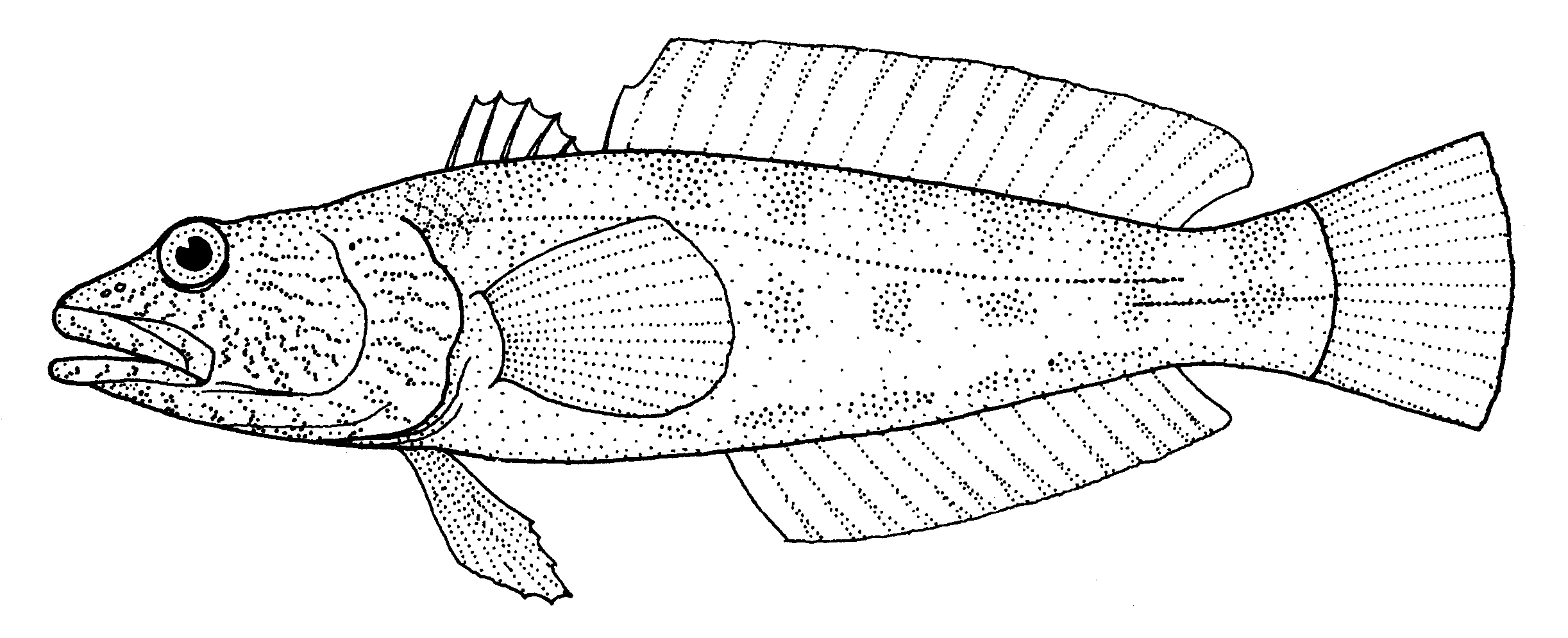
Notothenia angustata

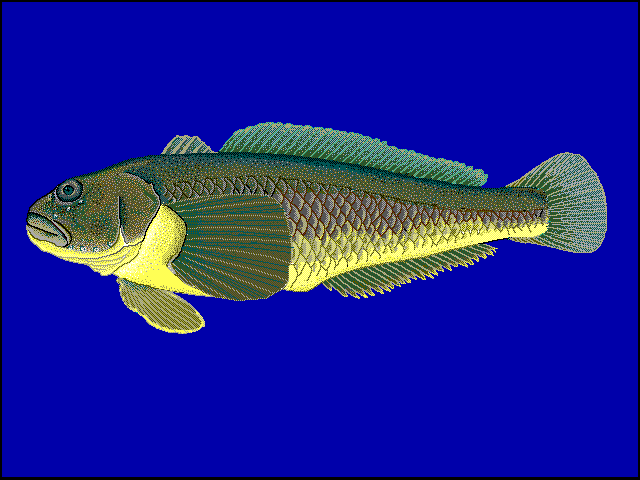
Notothenia coriiceps

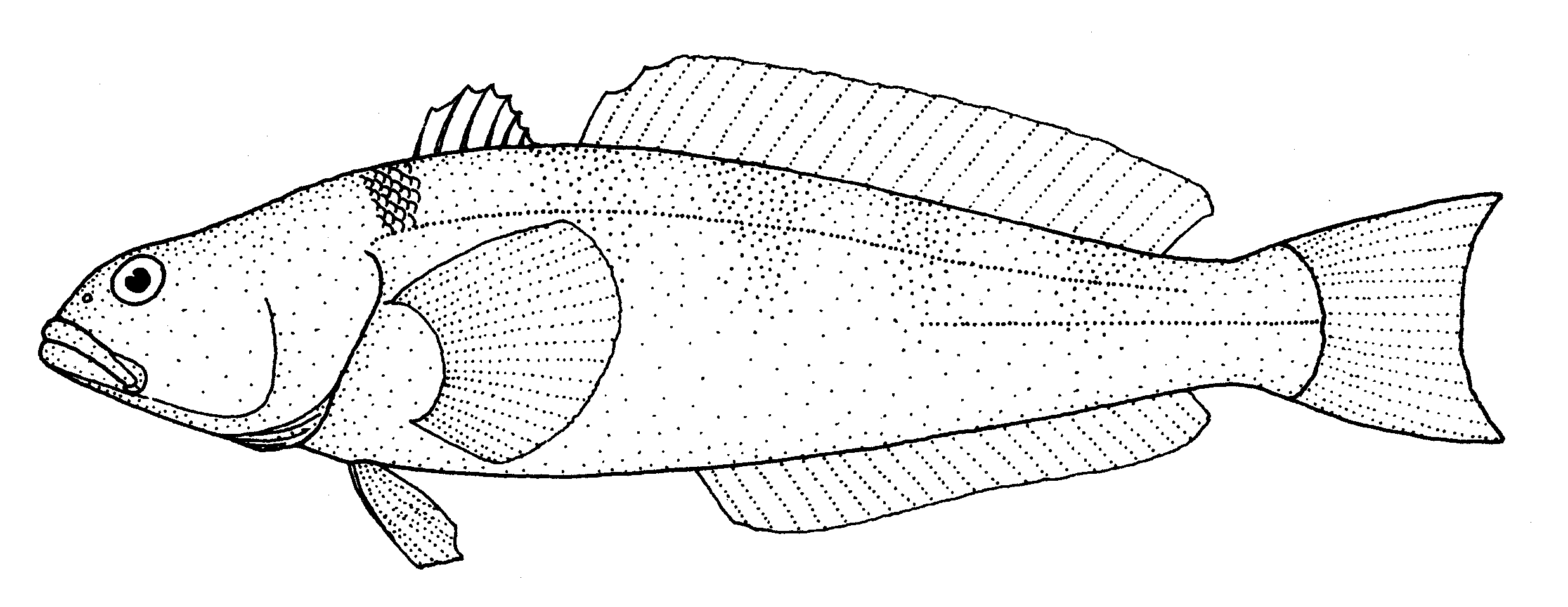
Notothenia microlepidota

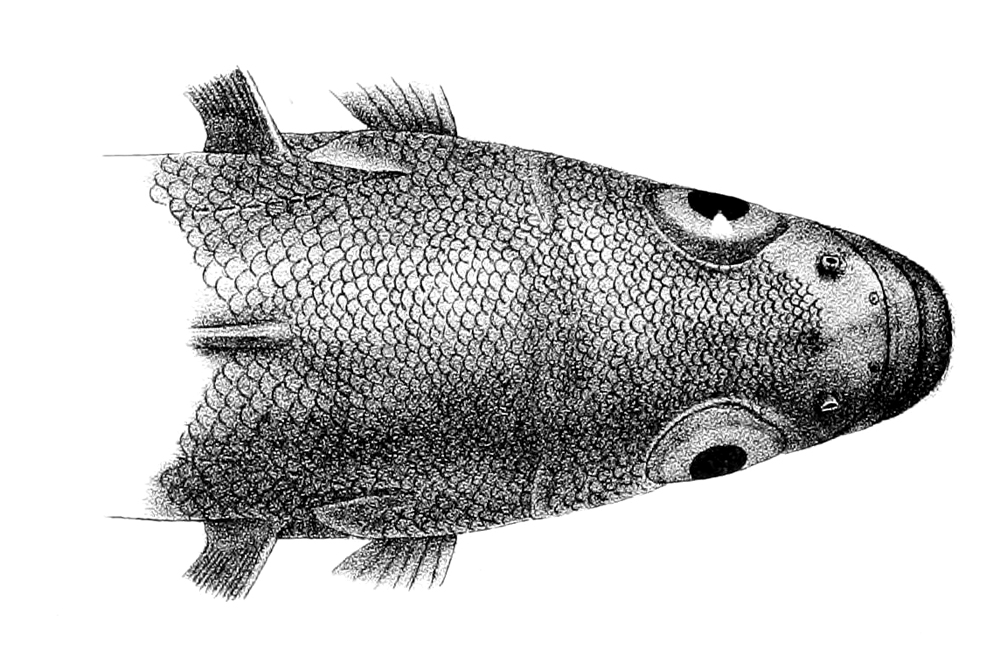
Cap de Notothenia trigramma (il·lustració del 1913)

Notothenia és un gènere de peixos pertanyent a la família dels nototènids.

## Descripció
- L'espècie més grossa, Notothenia rossi, és capaç d'assolir 90 cm de llargària total i 9 kg de pes.
- Boca petita i sense dents canines.
- Generalment, tenen dues línies laterals.
- Tenen algunes adaptacions que els permeten prosperar en els hàbitats inhòspits on viuen (com ara, proteïnes anticongelants en llur sang i el greix suficient per protegir-se de les pèrdues de calor i compensar la manca d'una bufeta natatòria).[2][3]

## Distribució geogràfica
Es troba al Pacífic sud-occidental, l'oceà Antàrtic i al voltant de l'Antàrtida.

## Taxonomia
- Notothenia angustata (Hutton, 1875)[5]
- Notothenia coriiceps (Richardson, 1844)[6][7][8]
- Notothenia cyanobrancha (Richardson, 1844)
- Notothenia microlepidota (Hutton, 1875)[5]
- Notothenia neglecta (Nybelin, 1951)[9][10][11][12][13]
- Notothenia rossii (Richardson, 1844)[6][14][15][16][17][18][19]
- Notothenia trigramma (Regan, 1913)[20][21][22][23][24][25]